# Mannes School of Music
Mannes School of Music est un conservatoire de musique dans The New School, une université privée à New York. À l'automne 2015, Mannes déménage de son emplacement précédent dans l'Upper West Side de Manhattan pour rejoindre le reste du campus de la New School à Arnhold Hall au 55 W. 13th Street. 

## Histoire

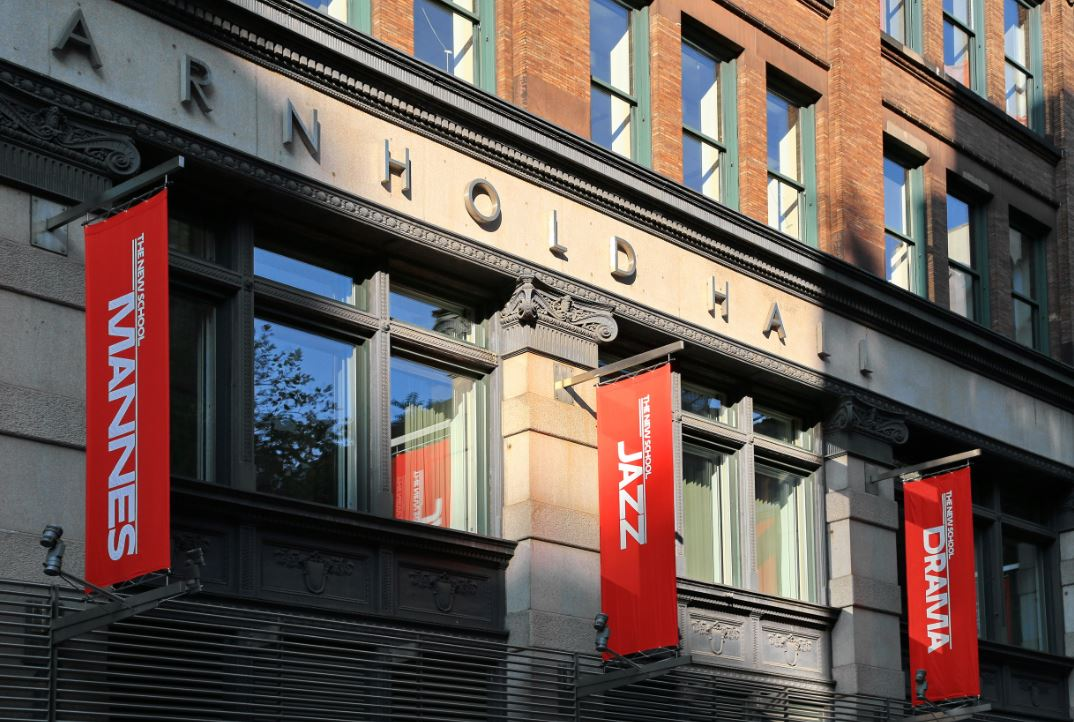
École de musique de Mannes (2016).

Appelée à l'origine l'école de musique David Mannes, elle est fondée en 1916 par David Mannes, violon solo du New York Symphony Orchestra, et sa femme Clara Damrosch (sœur de Walter Damrosch, alors chef d'orchestre de cet orchestre et de Frank Damrosch). Les familles Damrosch et Mannes étaient peut-être les familles musicales les plus importantes d'Amérique à cette époque, David Mannes émergeant comme l'un des premiers récitalistes de violon d'origine américaine à obtenir un statut significatif. David Mannes était le directeur de la Third Street Music School Settlement ainsi que le fondateur de Coloured Music Settlement School, avant de fonder la Mannes School.  L'école est installée sur East 70th Street (occupée plus tard par l'École Dalcroze), un plus grand campus est créé à partir de trois brownstones sur East 74e Rue, à  l'Upper East Side de Manhattan. Après 1938, l'école est connue sous le nom de Mannes Music School, en reconnaissance du programme d'études plus large qui a développé l'école bien au-delà de celle d'une école de musique communautaire, incluant le diplôme d'artiste de trois ans. À la mort de Clara en 1948, leur fils Léopold Mannes devient président, dotant l'école de son capital de co-invention du film Kodachrome. En 1953, l'école commence à offrir un baccalauréat en sciences et change son nom pour le Mannes College of Music. En 1960, elle fusionne avec la Chatham Square Music School. En 1984, l'école déménage dans de plus grands quartiers sur la 85e rue Ouest. En 1989, Mannes rejoint The New School, dont les cinq écoles comprennent Parsons School of Design, Eugene Lang College et School of Drama. En 2005, l'administration de la New School change de nom pour Mannes College : la New School for Music. En 2015, l'université la rebaptise Mannes School of Music et la transfère à Arnhold Hall dans le West Village.  Elle fait maintenant partie du College of Performing Arts de The New School, qui comprend également la School of Drama et la School of Jazz and Contemporary Music. Le Collège des Arts du Spectacle, dont Mannes Prep, compte au total 1 450 étudiants. Les étudiants de l'une des trois écoles du Collège des arts du spectacle peuvent suivre des cours dans les trois écoles (théâtre, jazz, Mannes), quelle que soit l'école dans laquelle ils sont directement inscrits, ce qui élargit les possibilités d'études autonomes.

## Présentation
Deux divisions académiques constituent le conservatoire :  
- Le Collège, colonne vertébrale de l'école, conférant des diplômes de premier cycle et de cycles supérieurs
- Le Préparatoire, formation pré-universitaire pour enfants et adolescents

Les techniques de programme de musique constituent la base pour l'étude musicale académique dans les deux divisions de Mannes, englobant l'ensemble du rang élémentaire au rang avancé de la théorie de la musique, des compétences auditives et des cours d'analyse. 
La théorie musicale est enseignée à Mannes depuis sa création, David Mannes ayant recruté des personnalités importantes telles qu'Ernest Bloch et Rosario Scalero pour enseigner la théorie et la composition. En 1931, Hans Weisse, l'un des principaux étudiants de Heinrich Schenker, est également recruté . Au cours des neuf années suivantes, Weisse promeut non seulement l'étude de l'analyse schenkerienne, mais son intégration dans la vie musicale de l'école, y compris la performance et la composition. En raison de son association avec l'école, la publication de Schenker Five Graphic Music Analyzes ( Fünf Urlinie-Tafeln ) est publiée conjointement par son éditeur régulier, Universal Edition et l'école David Mannes en 1932. 
En 1940, Weisse meurt de façon inattendue et il est remplacé par Felix Salzer. Ce dernier, également étudiant de Schenker, se basant sur la fondation de Weisse, réorganise le programme de théorie dans le département Techniques de la musique. La philosophie derrière ce mouvement est d'intégrer la musicalité, la théorie et la performance, basée sur le concept de Schenker du rôle de la théorie dans la musique tonale. Le principal étudiant de Salzer, Carl Schachter, ainsi que ses étudiants, poursuivent et renforcent le département. 
Aujourd'hui, le programme de Mannes évolue rapidement et se développe à la fois dans l'étude de la performance et de la théorie. Mannes a révisé son programme d'études pour inclure l'intégration de cours de technologie musicale, d'ensembles d'improvisation, d'enseignement artistique, de journalisme artistique, de composition de musique de film, d'entrepreneuriat créatif et davantage, le tout lié à un nouvel engagement envers la musique contemporaine bien au-delà de l'approche tonale de Schenker. Les Mannes d'aujourd'hui comprennent un nombre toujours croissant de programmes en partenariat avec son conservatoire jumeau, School of Jazz

## Personnalités célèbres

### Professeurs
- Michael Bacon – composition de film
- Ernest Bloch – composition[8]
- Howard Brockway – piano
- William Burden - voix
- Semyon Bychkov – direction d'orchestre
- Joseph Colaneri – direction de programme d'opéra
- Anthony Coleman – improvisation
- Alfred Cortot – piano
- Robert Cuckson – composition, théorie, analyse
- Mario Davidovsky – composition
- Jeremy Denk – piano
- Elaine Douvas – hautbois
- Timothy Eddy – violoncelle
- George Enescu – interprétation
- Ruth Falcon – voix
- Vladimir Feltsman – piano
- Allen Forte – théorie
- Lillian Fuchs – violon, musique de chambre
- Felix Galimir – violon, musique de chambre
- Richard Goode – piano
- Arthur Haas – clavecin
- David Hayes – direction d'orchestre (Directeur des études orchestrales et de direction d'orchestre)
- Anna Jacobs – art de l'engagement
- Charles Kaufman – histoire, théorie
- Chin Kim – violon
- Yakov Kreizberg – direction d'orchestre
- William Kroll – violon
- Lowell Liebermann – composition, directeur du « Mannes American Composers Ensemble »[9].
- Clara Mannes – musique de chambre
- David Mannes – direction d'orchestre, violon
- Leopold Mannes – théorie
- Bohuslav Martinů – composition
- Missy Mazzoli – composition[10]
- Frank Miller – violoncelle
- Mitch Miller – hautbois, cor anglais
- Paul Moravec – composition
- Philip Myers – cor
- David Nadien – violon
- Charles Neidich – clarinette
- Paul Neubauer – viole
- Orin O'Brien – double basse
- Cynthia Phelps – viole
- Erik Ralske – cor
- Nadia Reisenberg – piano
- Todd Reynolds – violon
- Lucie Robert – violon
- Jerome Rose – piano
- Jerome Rothenberg - art visuel
- Richard Rychtarik – stagecraft
- Felix Salzer – théorie
- Rosario Scalero – solfège, théorie, composition
- Carl Schachter – theory
- Sol Schoenbach – basson
- Caroline Shaw – Co-Directrice, The New School Chorus (chœur)
- Faye-Ellen Silverman – histoire de la musique
- George Szell – composition, instrumentation, théorie
- Terry Teachout – art journalistique
- Ronald Thomas – violoncelle,
- Sally Thomas – violon
- Roman Totenberg – violon
- Rosalyn Tureck – piano
- Ronald Turini - piano
- William Vacchiano – trompette
- Vladimir Valjarevic – piano
- Glen Velez – percussion
- Isabelle Vengerova – piano
- Stefan Wolpe – composition
- Jeffrey Zeigler – violoncelle, musique de chambre
- John Zorn – Conservateur, The Stone Workshops de The New School

### Anciens étudiants
- Edward Aldwell - pianiste et théoricien
- Burt Bacharach - compositeur et pianiste
- Robert Bass - chef d'orchestre
- Jeremy Beck - compositeur
- Johanna Beyer - compositrice
- Semyon Bychkov - chef d'orchestre
- Michel Camilo - pianiste et compositeur
- Myung-whun Chung - chef d'orchestre et pianiste
- Kvitka Cisyk - chanteuse d'opéra, soprano colorature
- Valerie Coleman - flûtiste et compositrice, Imani Winds
- Heather Coltman - pianiste ; recteur de l'Université James Madison
- Larry Coryell - guitariste
- Lee Curreri - compositeur de cinéma et de télévision
- Danielle de Niese - soprano lyrique
- Bill Evans - pianiste et compositeur
- JoAnn Falletta - chef d'orchestre
- Richard Goode - pianiste
- Mary Rodgers Guettel - compositrice et philanthrope
- Rebekah Harkness - fondatrice du Harkness Ballet
- Eugene Istomin - pianiste
- Marta Casals Istomin - administratrice des arts
- Jeannette Knoll - chanteuse d'opéra
- Yakov Kreizberg - chef d'orchestre
- Gail Kubik - compositeur
- David Lawrence - compositeur de films et d'émissions de télévision
- Yonghoon Lee - ténor
- Ursula Mamlok - compositrice
- Douglas McLennan - journaliste artistique, fondateur d'Artsjournal.com
- Charlie Morrow - compositeur et artiste sonore
- David Nadien - violoniste
- Hafez Nazeri - compositeur
- Patricia Neway - soprano lyrique et comédienne de théâtre musical
- Anthony Newman - claviériste
- Tim Page - critique musical
- Charlemagne Palestine - compositeur
- Murray Perahia - pianiste
- Maurice Peress - chef d'orchestre
- Eve Queler - chef d'orchestre
- Shulamit Ran - compositeur
- Kevin Riepl - compositeur
- Michael Riesman - chef d'orchestre, compositeur, claviériste, directeur musical du Philip Glass Ensemble
- George Rochberg - compositeur
- Adam Rogers - guitariste de jazz
- Jerome Rose - piano
- Donald Rosenberg - journaliste artistique
- Julius Rudel - chef d'orchestre
- Carl Schachter - musicologue et théoricien
- Nadine Sierra - soprano
- Lawrence Leighton Smith - chef d'orchestre
- Lara St. John - violoniste
- Jory Vinikour - claveciniste
- Frederica von Stade - mezzo-soprano
- Craig Walsh - compositeur
- Ivan Yanakov - pianiste
- Jennifer Zetlan - soprano